# 花江峡谷大桥
花江峡谷大桥是中国贵州省正在建设的一座悬索桥。该大桥横跨北盘江，穿越幽深的花江峡谷。建成后，它将成为世界上最高的桥梁，从桥面到峡谷底部的高度为625米 。它将超过目前最高的桥梁-横跨同一条河流位于200公里上游的北盘江第一桥。该大桥预计于2025年9月通车。
花江峡谷大桥的猫道是主缆索股架设、索夹吊索安、钢桁梁吊装等施工的施工便道，单边全长2300米，最高点距水面有780米，是目前世界最高、贵州最长的猫道。
作为贵州省桥旅融合示范性项目工程，花江峡谷大桥将通过建设“桥梁观光+桥梁运动体验+旅游服务”为一体的桥旅融合综合体，打造贵州桥旅融合3.0样板。

## 项目
修建这座桥的原因包括：乡村振兴，促进旅游业，并计划在峡谷底部建立一个极限运动中心。目前穿越峡谷的时间是 70 分钟，建成后将缩短至 1 分钟多一点。  

## 建造
该工程于 2021 年开始建设。 2023年4月，第一座悬索桥塔达到199米的高度，并且支撑结构中的上部横梁的建造已开始。 
该桥计划于 2025 年建成。 

## 特征
该桥总长度为2890米，其中主跨1420米。它由两座262米高的索塔支撑。因此，未来桥面与江面水位之间的高差将达到625米，这将创造一项新的世界纪录 。
该桥将承载连接六枝特区和安龙县的 六安高速公路。